# Северная рапсодия (фильм)
«Северная рапсодия» — советский музыкальный художественный фильм, поставленный режиссёром Эдуардом Абаляном (Абаловым) в 1974 году. Вышел на экраны 4 ноября 1974 года.

## Сюжет
Девушка Тоня живёт на Крайнем Севере недалеко от мыса Олений Нос и очень любит танцевать. Она получает от Ивана-царевича в подарок волшебный перстень с запасом энергии на три желания. Став лауреатом областного смотра самодеятельности, Тоня получает приглашение на приёмный экзамен в знаменитом столичном ансамбле песни и пляски. Отец Тони против увлечения дочери, считая танцы несерьёзным занятием. Он препятствует её отъезду.
Тоня идёт в Москву на лыжах в пургу. Дорога оказывается трудной. Тоня потирает перстень и вызывает самолёт полярной авиации. Полярный лётчик Иван Ладейкин помогает девушке добраться до Москвы.
В Москве Тоня идёт на экзамен и узнаёт, что конкурс очень большой (103 человека на место). Девушка робеет, но Ладейкин подбадривает её. Отец Тони летит за дочерью в Москву, чтобы вернуть её домой. Тоня ищет Ладейкина, который уехал выступать на телевидении. Ладейкин в своём интервью показывает фотографию Тони, рассказывает её историю и призывает зрителей взять девушку за руку и отвести на экзамен.
После телепередачи москвичи бросаются на поиски девушки. Тоня танцует на экзамене. В конце фильма Тоня становится солисткой ансамбля и выступает на сцене Дворца съездов.

## В ролях
- Людмила Гаврилова — Тоня Севастьянова
- Леонид Куравлёв — Иван Петрович Ладейкин, лётчик
- Станислав Чекан — Карп Иванович Севастьянов, отец Тони
- Людмила Великая — Милка
- Григорий Шпигель — Глеб Петрович Чурилин
- Евгений Моргунов — таксист
- Георгий Вицин — Кузьма Петрович, продавец
- Нина Агапова — корреспондент
- Афанасий Белов — швейцар
- Эдуард Абалян — Гурген Хачатурович, смотритель зоопарка
- Эммануил Геллер (Хавкин) — Христофор Ибрагимович, дирижёр
- Эмилия Мильтон — Жоржетта Афанасьевна
- Анатолий Кубацкий — любитель хоккея
- Ирина Мурзаева — любительница хоккея
- Валентина Леонтьева — телеведущая
- Владимир Пицек  — лётчик
- Наталья Воробьёва — конкурсантка
- В. Голубева — конкурсантка
- Николай Каптелин — конкурсант
- Варвара Черкасова — секретарь приёмной комиссии
- Никандр Николаев — Кузьма Умбертович
- Вильям Рощин (Рейшвиц) —  «боярин»
- и др.

В фильме участвовали артисты Государственного Красноярского ансамбля танца Сибири и Московского ансамбля «Балет на льду».

## Съёмочная группа
- Режиссёр: Эдуард Абалян (Абалов)
- Автор сценария: Евгений Чернецкий
- Оператор-постановщик: Виталий Абрамов
- Художники: Ирина Лукашевич и Виктор Прокофьев
- Композитор: Валентин Левашов
- Балетмейстер: Михаил Годенко

## Критика
В журнале «Советский экран» отмечалось, что «развлекательный сюжет этой лирической музыкальной (и танцевальной) истории предельно прост» и «в фильмах, подобных „Северной рапсодии“, всегда всё очень легко устраивается».
Критик Валерий Кичин считал, что «фильм, сложенный из элементов, сплошь необязательных и ничем не скреплённых, распадается». Он писал: «Актёры старательно отыгрывают ситуации, они исправно напевают и танцуют. Внести в фильм своё личное, индивидуальное начало они оказались неспособными, — впрочем, на это авторы явно и не рассчитывали. Музыка В. Левашова в меру мелодична, в меру банальна. Хореография М. Годенко традиционна и, к сожалению, недостаточно остроумна…».